# Tiniteqilaaq Helistop
Tiniteqilaaq Helistop (IATA: , ICAO: BGTN) er en grønlandsk flyveplads beliggende i Tiniteqilaaq med et gruslandingsområde på 15 m. I 2008 var der 354 afrejsende passagerer fra flyvepladsen fordelt på 89 starter (gennemsnitligt 3,98 passagerer pr. start).
Tiniteqilaaq Helistop drives af Mittarfeqarfiit, Grønlands Lufthavnsvæsen. Statens Luftfartsvæsen fører tilsyn med flyvepladsen.

## Eksterne links
- AIP for BGTN fra Statens Luftfartsvæsen Arkiveret 8. marts 2012 hos  Wayback Machine